# Manuel María Albarrán y García-Marqués
Manuel María Albarrán y García-Marqués (1847-1926) fue un político español.

## Biografía
Nació en la ciudad de Badajoz el 25 de junio de 1847. Tenía un hermano, llamado Ramón.
Fue diputado provincial, alcalde constitucional de su ciudad natal y diputado a Cortes en las legislaturas de 1876, 1877 y 1878, en las extraordinarias de 1878 y 1879 y en las ordinarias de 1884.
Pertenecía a la Sociedad Económica Matritense y le fue concedida la gran cruz de Cristo de Portugal.
Falleció en 1926.